# Alexei Apostol

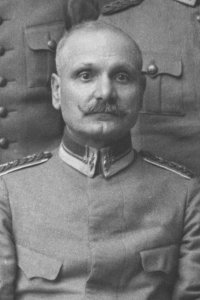
Alexei Apostol.

Alexei Apostol, född 1 januari 1866 i Aten, död 20 juni 1927 i Helsingfors, var en finländsk kapellmästare.

## Biografi
Apostol upptogs av Finska gardesbataljonen under fälttåget i Turkiet 1877-78, då gossen anträffades i en mjölkvarn, där han gömt sig för turkarna. Han utbildades inom Gardesbataljonens musikkår och Helsingfors musikinstitut, och verkade därefter som kapellmästare vid olika bataljoner och vid Helsingfors symfoniorkester. Efter arméns återupprättande blev han dess förste överkapellmästare och chef för Vita gardets musikkår i Helsingfors. Apostol erhöll musikmajors rang. Han komponerade och arrangerade även talrika verk för militärmusik, och var huvudledare för de flesta under hans tid föranstaltade allmänna svenska sång- och musikfester i Finland.

## Utmärkelser
- Officer av Arts et Lettres-orden,  1923[1]
- Riddartecknet av I klass av Finlands Vita Ros’ orden[1]

[Redigera Wikidata]